# 마르쿠스 알베크
마르쿠스 크리스티안 알베크(스웨덴어: Marcus Christian Allbäck, 1973년 7월 5일 ~ )는 스웨덴의 전직 축구 선수 및 현직 축구 코치이다. 선수 시절 포지션은 공격수였다.

## 클럽 경력
예테보리 출신인 알베크는 1992년에 외리뤼테에서 활동하면서 선수 생활을 시작했다. 1997년에는 덴마크의 축구 클럽인 륑뷔, 1998년에는 이탈리아의 축구 클럽인 바리에 임대되기도 했으며 2000년에는 네덜란드 에레디비시 소속 축구 클럽인 헤이렌베인으로 이적했다. 2002년에는 잉글랜드의 축구 클럽인 애스턴 빌라로 이적했으나 더라이어스 바셀, 후안 파블로 앙헬에게 밀려 주전 선수로 기용되지 않았으며 2004년 여름에 독일의 축구 클럽인 한자 로스토크로 이적했다.
알베크는 2005년 여름에 덴마크의 축구 클럽인 코펜하겐으로 이적했으며 코펜하겐의 덴마크 수페르리가 2회 우승에 기여했다. 2006년 11월 1일에 열린 맨체스터 유나이티드와의 UEFA 챔피언스리그 조별 예선 홈 경기에서 자신의 UEFA 챔피언스리그 첫 골을 기록하여 코펜하겐의 1-0 승리에 기여했다. 2006년 11월 21일에 열린 벤피카와의 조별 예선 원정 경기에서 1골을 기록했지만 코펜하겐은 벤피카에 1-3 패배를 기록했다. 2006년 12월 6일에 열린 셀틱과의 조별 예선 홈 경기에서 1골을 기록하면서 코펜하겐의 3-1 승리에 기여했다.
알베크는 2008년 7월 1일에 외리뤼테로 이적하면서 스웨덴 무대에 복귀했지만 2009년 12월 14일에 외리뤼테가 2009 알스벤스칸 시즌에서 하위 리그로 강등되자 은퇴를 결정했다.

## 국가대표 경력
알베크는 1999년 11월 27일에 열린 남아프리카 공화국과의 친선 경기에 처음 출전하면서 스웨덴 축구 국가대표팀 선수로 데뷔했다. UEFA 유로 2000, 2002년 FIFA 월드컵, UEFA 유로 2004, 2006년 FIFA 월드컵, UEFA 유로 2008에 참가했으며 스웨덴 축구 국가대표팀에서 74경기에 출전하여 30골을 기록했다.
알베크는 2006년 6월 20일에 열린 잉글랜드와의 2006년 FIFA 월드컵 조별 예선 경기에서 FIFA 월드컵 통산 2,000번째 골을 기록했으며 스웨덴은 잉글랜드와 2-2 무승부를 기록했다. 스웨덴이 UEFA 유로 2008 조별 예선에서 탈락한 이후에 국가대표팀 은퇴를 결정했다.

## 지도자 경력
알베크는 2009년 11월 7일에 스웨덴 축구 국가대표팀의 보조 코치로 임명되었으나 스웨덴이 UEFA 유로 2016 조별 예선에서 탈락한 책임을 지고 사임했다.

## 수상
외리뤼테
- 스벤스카 쿠펜 1회 우승 (2000)

코펜하겐
- 덴마크 수페르리가 2회 우승 (2005-06, 2006-07)